# Müllnerbergalm
Die Müllnerbergalm (auch Müllner Alpe oder Müllnerberger Alpe) ist eine aufgelassene Alm am Müllnerberg in Bad Reichenhall.
Die Müllnerbergalm befindet sich südöstlich unterhalb des Rabensteinhorns auf einer Höhe von 1140 m ü. NHN. Die ehemalige Almlichte liegt direkt am Weg, der von der Kugelbachalm zu den Gipfeln des Müllnerbergs führt. Die Almlichte ist inzwischen fast völlig zugewachsen, der Palvenkaser und weitere früher vorhandene Gebäude sind verfallen oder nicht mehr vorhanden.